# Мумбайски метрополен регион
Мумбайският метрополен регион е метрополен регион в Индия. Той е 5-ият по население метрополен регион в света, 3-тият в Азия и най-големият в Индия, с население от 20 998 395 жители и площ от 4355 кв. км. Намира се в западната част на страната. Включва най-населеният град в Индия, Мумбай и сателитните му градове. Пощенските му кодове са в диапазона 400 0xx до 401 2xx. МПС кодовете му са MH-01, MH-02, MH-03, MH-04,MH-05,MH-06,MH-43,MH-46,MH-47,MH-48.